# 李振 (1900年)
李振（1900年—1988年），别名晋堃，男，汉族，广东兴宁人，中华民国陆军中将，曾任四川省政协副主席，四川省人民政府参事室主任，民革中央委员、第二、三届全国政协委员、第四、五、六届全国人大代表。

## 生平
1949年12月第二次国共内战西南战役期间，以国军65军军长、第18兵团司令身份在成都通电起义，倒向中华人民共和国政府。历任中国人民解放军川东军区副司令员、西南军区高参室副主任、四川省人民政府委员、民革四川省委副主任委员等职。

## 荣誉
- 三等云麾勋章（1946年12月26日批准[3]）